# Barîkîne, Svatove
Barîkîne (în ucraineană Барикине) este un sat în comuna Mistkî din raionul Svatove, regiunea Luhansk, Ucraina.

## Demografie
Componența lingvistică a localității Barîkîne
     Rusă (62,5%)
     Ucraineană (37,5%)
Conform recensământului din 2001, majoritatea populației localității Barîkîne era vorbitoare de rusă (62,5%), existând în minoritate și vorbitori de ucraineană (37,5%).